# پیش‌ن‌نویس:مرتضی شعبانی
مرتضی شعبانی  (۱۳۳۷ – ۱۴۰۲)، خوشنویس و هنرمند ایرانی بود. او بیش از چهار دهه در زمینه خوشنویسی، آموزش هنرهای_سنتی و تولید آثار با مضامین دینی، فرهنگی و ارزشی فعالیت داشت. شعبانی از چهره‌های تأثیرگذار خوشنویسی معاصر ایران به‌شمار می‌رفت و نقش پررنگی در اعتلای این هنر در استان همدان داشت.

## زندگی‌نامه
مرتضی شعبانی در سال ۱۳۳۷ در کرمانشاه متولد شد. او بخش عمده‌ای از زندگی هنری و حرفه‌ای خود را در شهر همدان گذراند و در همین شهر نیز دار فانی را وداع گفت. وی از دوران نوجوانی به خوشنویسی علاقه‌مند شد و پس از سال‌ها تمرین و آموزش، به عنوان یکی از خوشنویسان برجسته کشور شناخته شد.

## فعالیت‌های هنری
شعبانی در رشته‌های مختلف خوشنویسی از جمله نستعلیق، شکسته‌نستعلیق، نسخ و ثلث فعالیت داشت. او معتقد بود که «خوشنویسی و کتابت نوعی تزکیه نفس است» و آثارش نیز غالباً در مسیر انتقال مفاهیم معنوی، قرآنی، انقلابی و اخلاقی خلق می‌شدند.
او سال‌ها در همدان به تدریس خوشنویسی پرداخت و بسیاری از خوشنویسان جوان استان، شاگردان او بودند. تأثیر هنری و اخلاقی او در میان جامعه فرهنگی همدان قابل‌توجه است.

## یادبودها و واکنش‌ها به درگذشت
در پی درگذشت او، جامعه خوشنویسی ایران به‌ویژه در همدان، واکنش گسترده‌ای نشان داد. انجمن خوشنویسان همدان، هنرمندان و شاگردان او با انتشار پیام‌ها و ویدیوهایی در صفحات رسمی، یاد و خاطره او را گرامی داشتند.
همچنین رسانه‌هایی چون خبرگزاری ایکنا، پایگاه عزیزی هنر، شهر خبر، و دیگر خبرگزاری‌ها به پاس خدمات هنری او، گزارش‌هایی منتشر کردند.
آثار
آثار شعبانی ترکیبی از هنر خوشنویسی با محتوای دینی، فرهنگی و ادبی است. از جمله موضوعات رایج در آثار او می‌توان به آیات قرآن، اشعار شاعران کلاسیک ایرانی (حافظ، سعدی، مولوی)، احادیث و مفاهیم اخلاقی اشاره کرد.
همچنین در آثارش تأکید زیادی بر مفاهیم انقلابی، ایثار، شهادت و عرفان دیده می‌شود.